# سفولة آل قربان (رخية)

تعديل مصدري - تعديل

سفولة آل قربان هي إحدى قرى عزلة رخية بمديرية رخية التابعة لمحافظة حضرموت، بلغ تعداد سكانها 154 نسمة حسب تعداد اليمن لعام 2004.